# Sonic Debris
Sonic Debris ist eine norwegische Progressive-Metal-Band aus Hedmark, die im Jahr 1995 unter dem Namen Blindfold gegründet wurde.

## Geschichte
Die Band wurde im Jahr 1995 unter dem Namen Blindfold von Schlagzeug Morten Bergseth, Bassis Knut Bergaust und Gitarrist Tommy Nilsen gegründet. Ein Jahr später kam Sänger Rune Sørheim zur Besetzung. In den Jahren 1997 und 1998 folgten mit Beside Me und Blindfold jeweils ein Demo. Im Jahr 1998 kam außerdem Keyboarder Peter Ringvold zur Band und komplettierte die Besetzung. Im Jahr 1999 benannte sich die Band dann um und veröffentlichte das Demo Brave New World. Ihr Debütalbum veröffentlichten sie mit Velvet Thorns über DVS Records im Jahr 2000. Danach folgten Auftritte in Norwegen, Schweden und den Niederlanden, darunter auch das ProgPower Europe. Danach legte die Band eine Pause ein um sich anderen Projekten zu widmen.
Im Jahr 2007 fand die Band wieder zusammen, wobei Jan Roger Sletta als Schlagzeuger und Keyboarder Daniel Marken neu in der Besetzung waren. Das Nachfolgealbum wurde im Jahr 2008 bei Hamar Recordings aufgenommen und später von Alex Møklebust im Room 13 abgemischt. Das Album wurde 2009 unter dem Namen Day for Night veröffentlicht.

## Stil
Die Band spielt klassischen Progressive Metal, wobei Vergleiche mit Bands wie Dream Theater gezogen werden können. Der gelegentliche Einsatz von metalfremden Elementen wie die Verwendung eines Klaviers ist ebenfalls stilprägend.

## Diskografie
als Blindfold
- Beside Me (Demo, 1997, Eigenveröffentlichung)
- Blindfold (Demo, 1998, Eigenveröffentlichung)

als Sonic Debris
- Brave New World (Demo, 1999, Eigenveröffentlichung)
- Velvet Thorns (Album, 2000, DVS Records)
- Day for Night (Album, 2009, Eigenveröffentlichung)